# 대한민국 민법 제315조
대한민국 민법 제315조는 전세권의 존속기간에 대한 민법 물권법 전세권 조문이다.

## 조문
제315조(전세권자의 손해배상책임) ① 전세권의 목적물의 전부 또는 일부가 전세권자에 책임있는 사유로 인하여 멸실된 때에는 전세권자는 손해를 배상할 책임이 있다.
②전항의 경우에 전세권설정자는 전세권이 소멸된 후 전세금으로써 손해의 배상에 충당하고 잉여가 있으면 반환하여야 하며 부족이 있으면 다시 청구할 수 있다.

第315條(傳貰權者의 損害賠償責任) ① 傳貰權의 目的物의 全部 또는 一部가 傳貰權者에 責任있는 事由로 因하여 滅失된 때에는 傳貰權者는 損害를 賠償할 責任이 있다.
②前項의 境遇에 傳貰權設定者는 傳貰權이 消滅된 後 傳貰金으로써 損害의 賠償에 充當하고 剩餘가 있으면 返還하여야 하며 不足이 있으면 다시 請求할 수 있다.

## 참고 문헌
- 강태성. "민법 제315조․제317조․제318조에 대한 검토 및 개정안." 토지법학 34.2 (2018): 163-202.
- 오현수, 일본민법, 진원사, 2014. ISBN 978-89-6346-345-2
- 오세경, 대법전, 법전출판사 , 2014 ISBN 978-89-262-1027-7
- 이준현 , LOGOS 민법 조문판례집, 미래가치, 2015. ISBN 979-1-155-02086-9

## 같이 보기
- 전세권